# В'ялені томати

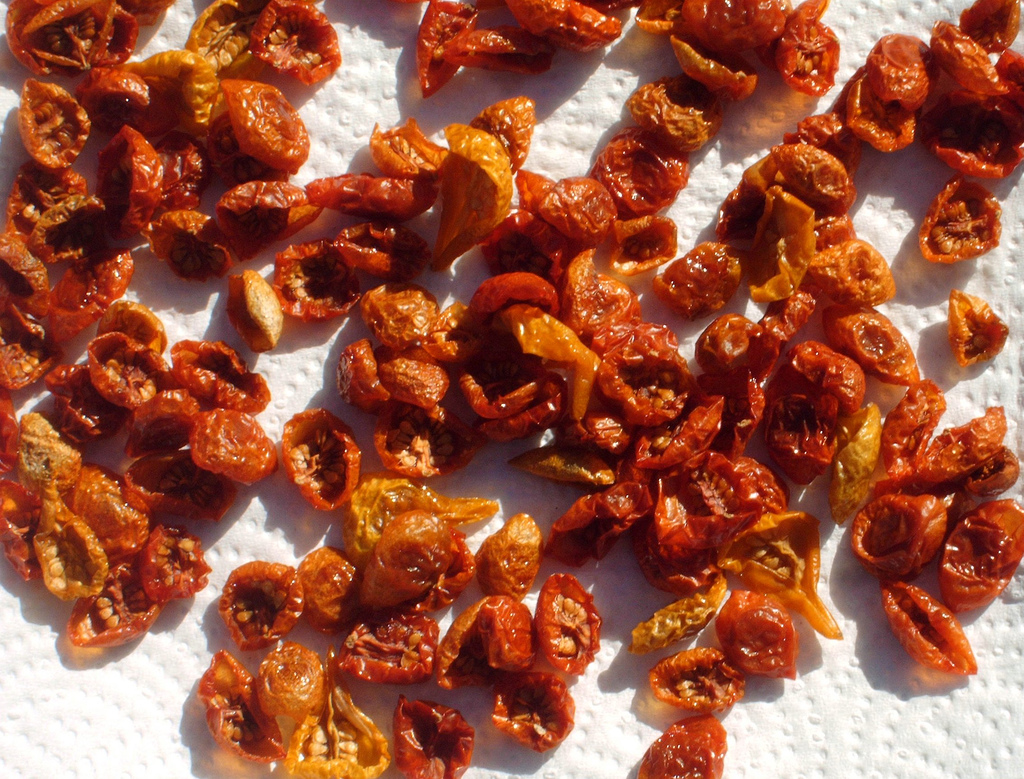
Sun-dried tomatoes

В’ялені томати – це стиглі томати, які втрачають більшу частину вмісту води після того, як більшу частину часу сушать на сонці. Ці помідори зазвичай попередньо обробляють діоксидом сірки або сіллю перед розміщенням на сонці, щоб покращити колір і зовнішній вигляд. Як правило, помідори проводять на сонці 4-10 днів, щоб процес сонячної сушки завершився. Помідори черрі втратять 88% своєї початкової (свіжої) ваги, тоді як великі помідори можуть втратити до 93% під час процесу. У результаті для виготовлення одного кілограма в’ялених помідорів потрібно від 8 до 14 кілограмів свіжих помідорів.
Після процедури плоди томатів збережуть свою поживну цінність. Помідори мають високий вміст лікопену, антиоксидантів і вітаміну С. Кінцеві продукти можуть містити до 2-6% солі і можуть забезпечити значний внесок у денне споживання. В’ялені помідори можна використовувати в різноманітних рецептах і мають різні форми, кольори та види помідорів. Традиційно їх готують із сушених червоних сливових помідорів, але їх можна придбати і в жовтих сортах. В’ялені помідори також доступні у вигляді пасти або пюре.
В’ялені помідори часто зберігають у соняшниковій або оливковій олії, іноді разом з іншими інгредієнтами, такими як каперці та часник, або з різними травами.

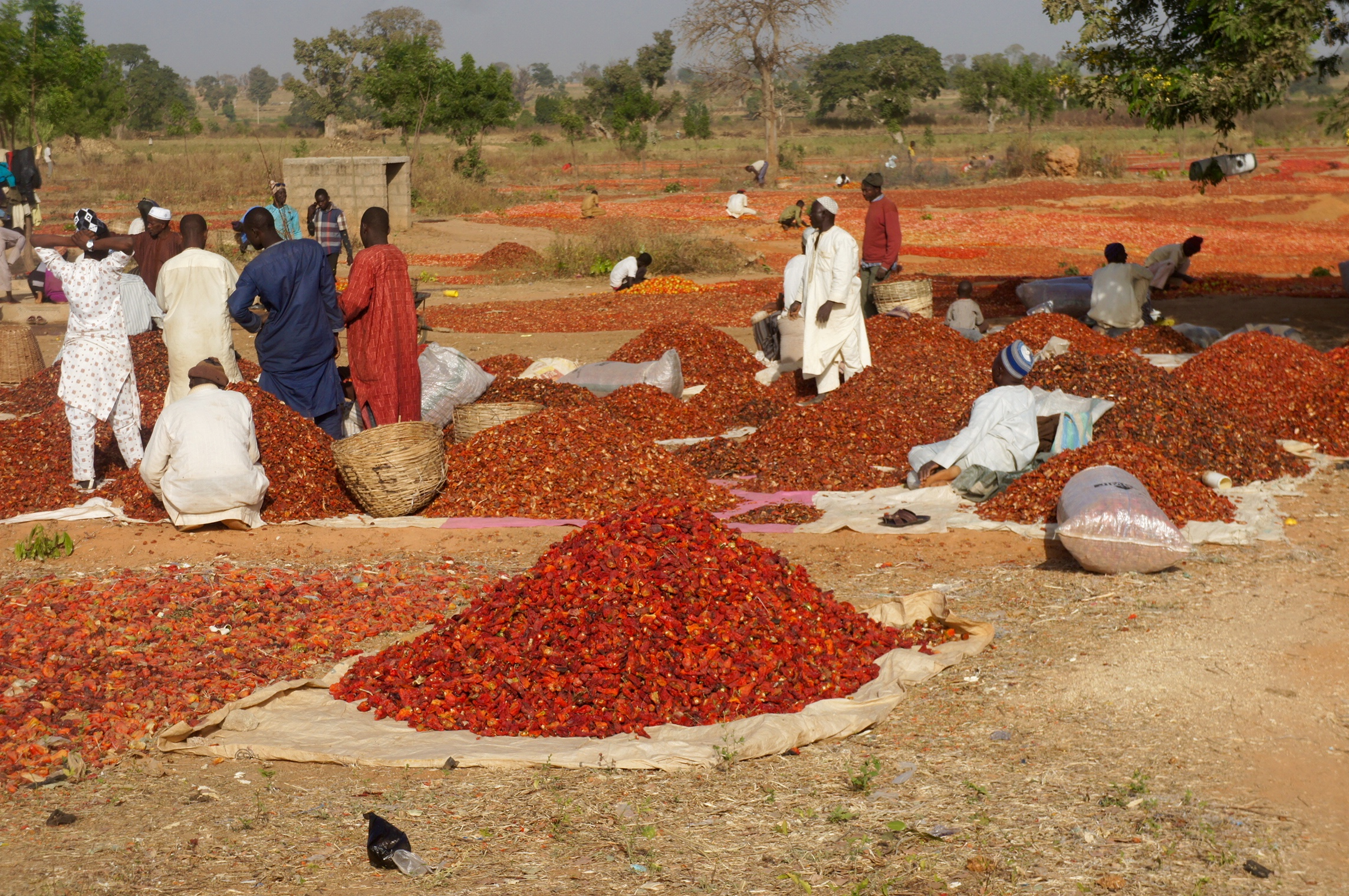
Ферма в’ялених помідорів і перцю, Кадуна, Нігерія.

## Історія
Помідори спочатку солили та сушили, щоб зберегти плоди. Соління та випаровування вологи з помідорів (як і з більшості харчових продуктів) значно сповільнює процес розкладання. Висушивши стиглі помідори, ви можете насолоджуватися цією їжею та забезпечити цінні поживні речовини взимку, коли важко або неможливо виростити свіжу продукцію. Справжнє походження в’ялених помідорів невідоме. Спочатку італійці сушили помідори на своїх керамічних дахах під літнім сонцем. Популярність в’ялених помідорів у Сполучених Штатах зросла наприкінці 1980-х – на початку 1990-х, де їх часто можна було знайти в закусках антипасто, тапас, стравах з пасти та салатах, ставши трендом, перш ніж втратити популярність через надмірне вживання до кінця 1990-х.